# Palais national (Haïti)
Pour les articles homonymes, voir Palais national.
Le Palais national ou Palais présidentiel est un ancien édifice situé à Port-au-Prince, capitale d'Haïti qui abritait, de 1918 à 2010, le siège de la Présidence de la République. Sévèrement endommagé lors du séisme de janvier 2010 qui a provoqué l'effondrement de la couverture et du premier étage,, il est détruit en septembre 2012.

## Situation
Le palais se trouvait sur la vaste place du Champ de Mars.

## Historique
Trois palais nationaux se sont succédé sur le même site.

### Le premier palais

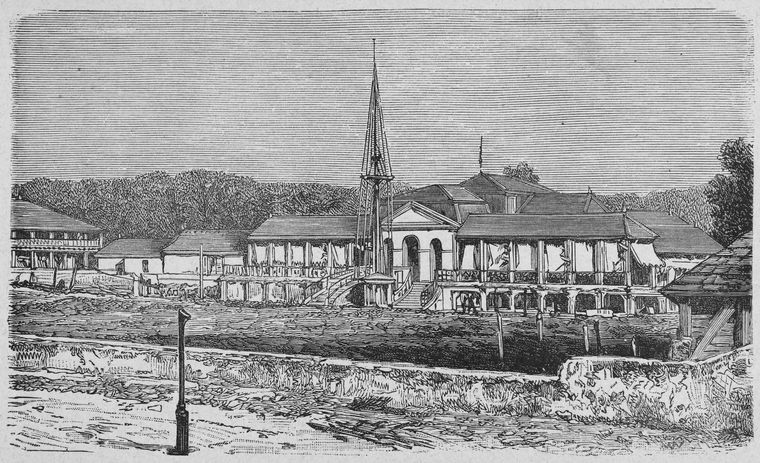
Le premier Palais national, incendié lors de la révolte contre le président Sylvain Salnave en 1868.

Le premier Palais national bâti sur ce site, est détruit le 19 décembre 1869 lors de la révolte qui renverse le gouvernement du président Sylvain Salnave : les rebelles assiégeant la capitale, bombardèrent celle-ci notamment à l'aide de « La Terreur », un navire de la marine de guerre haïtienne tombé entre leurs mains. Le palais n'y survécut pas,.

### Le deuxième palais

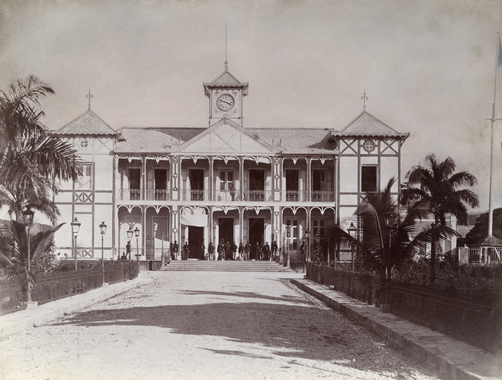
Deuxième palais national d'Haïti.

Le deuxième Palais national est quant à lui détruit le 8 août 1912, à 3 heures et demie du matin, lors de l'explosion criminelle d'une poudrière au niveau du sous-sol fomentée par les opposants politiques de président de l'époque, Cincinnatus Leconte, qui est tué durant l'attentat, un an et un jour après son investiture. Près de deux cents soldats y perdent également la vie. Cependant, la famille du président Leconte peut s'échapper indemne,,,,.

### Le troisième palais

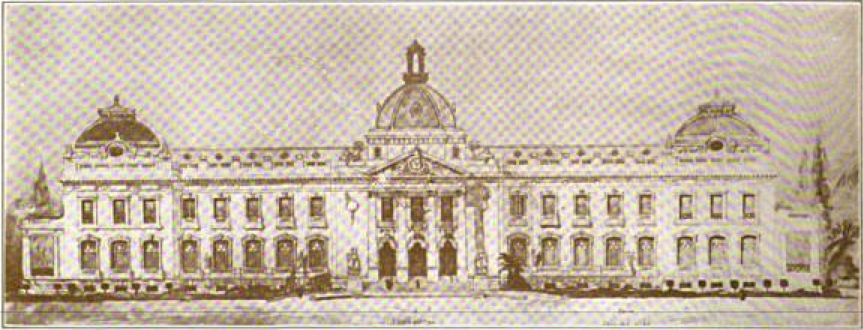
Dessin de Georges H. Baussan de 1912 représentant le Palais national.

Quelque temps plus tard, le gouvernement de son successeur, Tancrède Auguste, décide de la construction d'un nouveau palais et organise dans ce but un concours ouvert aux architectes et ingénieurs haïtiens et étrangers dont les règlements sont publiés au Moniteur du 30 octobre 1912. Ceux-ci stipulent que « la façade principale doit s’ouvrir sur le côté nord » du même terrain que le précédent palais. Puis, suit une vague énumération des espaces intérieurs prévues : « Grands vestibules, grandes salles de réceptions, cabinet du chef de l’Etat et ses services, archives, télégraphe, galeries, chambres de service, bibliothèques, ... salle du conseil, cabinets de travail, appartements du chef de l’Etat, …salle d’armes, cuisine, …remise pour quatre voitures au moins et écuries de 20 stalles, etc. ». Une vingtaine de projets furent déposée puis exposée au public durant quinze jours à la Chambre des Députés. Le 2 août 1913, le jury fixe finalement son choix sur le projet « Petit Nid » de l’architecte haïtien Georges Baussan, 38 ans, fils d'un ancien sénateur, et qui avait étudié à l'école des beaux-arts de Paris,,,
Le chantier débute en mai 1914 sous la direction de la firme Simmonds Frères et la supervision de l’architecte Léonce Maignan. Mais la Première Guerre mondiale éclata, et eut pour effet de perturber la livraison des matériaux commandés en Europe. Si bien que la construction du palais prît du retard et ne fut achevée qu'en 1922.
Durant la dictature de Jean-Claude Duvalier, dans les années 1980, le président organisait avec son épouse Michèle Bennett des fêtes costumées dans le palais présidentiel, alors que la majorité de la population vivait dans la pauvreté. Jean-Claude Duvalier y apparut une fois déguisé en sultan turc, distribuant des bijoux de dix mille dollars aux invités.

#### Architecture
Comme d'autres édifices publics d'Haïti, le Palais national de Baussan puise sur la tradition de l'architecture classique française et ressemble grandement aux structures érigées en France métropolitaine, ainsi que dans son Empire colonial pendant la fin du XIXe siècle, incluant l’hôtel de ville de Port-au-Prince, une autre création de Baussan. Le bâtiment de 20 000 m2 (le palais de l'Élysée fait 11 179 m2) possède trois étages et son pavillon d'entrée est constitué d'un portique avec quatre colonnes ioniques. Le toit comprend trois dômes et aussi un bon nombre de chien-assis. Le palais est entièrement peint en blanc,.

### Le tremblement de terre de 2010

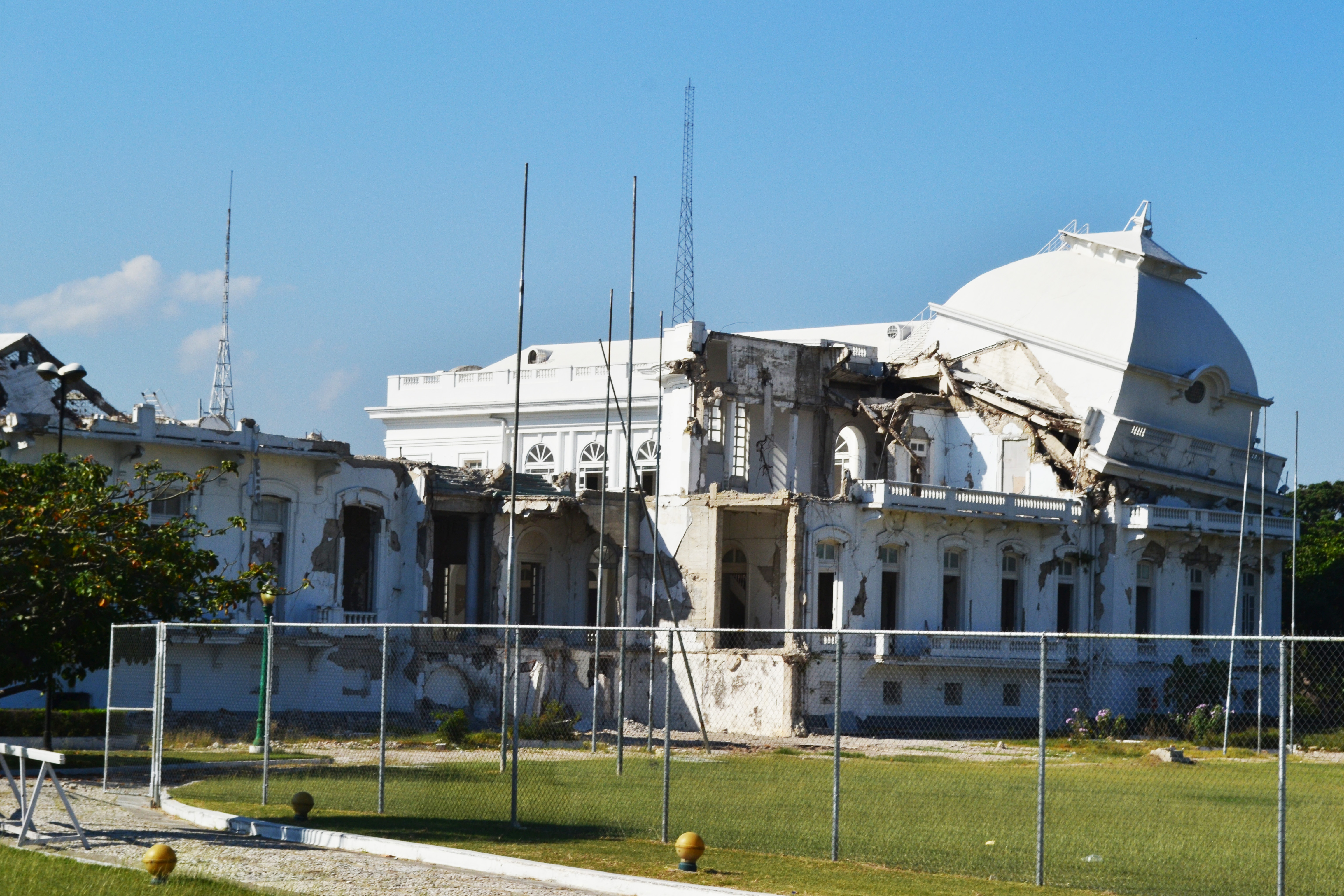
Vue rapprochée du Palais national après le tremblement de terre de 2010.

Le 12 janvier 2010, un violent tremblement de terre de magnitude 7 sur l'échelle de Richter, dont l'épicentre se trouve à environ 25 kilomètres de Port-au-Prince, cause d'énormes dommages à l'édifice.
Une photographie de l'agence de presse Reuters, publiée sur le Blog Lede du The New York Times le mardi 12 janvier à 23 h 59, montre que le palais est extrêmement endommagé. Le deuxième palier et l'étage de la mansarde surmontée d'un dôme se sont, tous les deux, écroulés sur le premier étage du palais, tandis que le pavillon central du bâtiment et les colonnes du portique sont complètement détruits.
Le 28 janvier 2010, seize jours après la catastrophe, le président Préval révèle à la presse que la France, par la voix de son ambassadeur à Haïti, Didier Le Bret, se propose de reconstruire le palais à l'identique, sur le même site, pour un coût estimé à 120 millions d'euros. L'État haïtien ne donne pas son feu vert au démarrage des travaux.

Le 9 avril 2010, des bulldozers entament la destruction du bâtiment afin d'effectuer des travaux de stabilisation, d'après le chef de la garde présidentielle Bernard Élie.

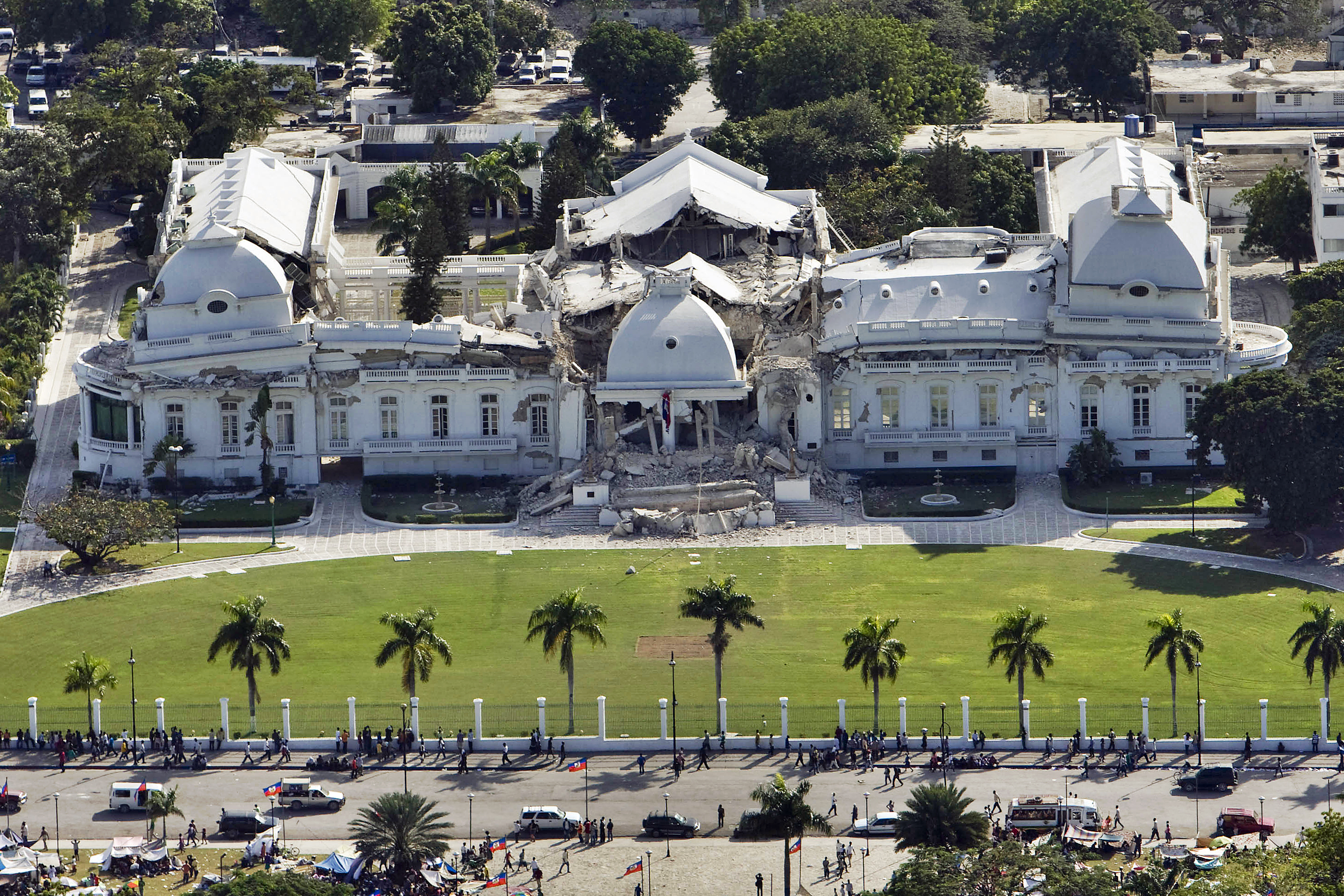
Vue aérienne du palais national après le tremblement de terre.

Après avis favorable de l’Institut de sauvegarde et du patrimoine national (ISPAN), des travaux préliminaires à la reconstruction du palais consistant en la démolition des parties de l’édifice jugées irrécupérables ou dangereuses commencent le 13 avril 2011 sous la conduite des techniciens du Centre national des équipements (CNE). Ils concernent l’annexe 1, ancien mess des officiers de l’armée haïtienne construit dans les années 70, et l’annexe 2, toutes deux irrémédiablement endommagées par le séisme et ne présentant aucune valeur historique ou symbolique. Le CNE procède également au cours de cette phase à la démolition des dômes latéraux du palais également irrécupérables.

### Projet de reconstruction
Le 6 septembre 2012, les travaux de démolition des ruines restantes du palais commencent, mais le coût de cette opération, comme celle d'une reconstruction à l'identique du bâtiment, n'est pas annoncé.
Le 10 janvier 2014, le porte-parole de la présidence, Lucien Jura, annonce que la reconstruction du Palais national ne constitue pas une priorité pour l'État haïtien, considérant que le coût estimé pour ces travaux, évalué à 100 millions de dollars américains, pouvait être utilisé pour d'autres projets.  
Fin 2017, un concours international d'architecture est lancé pour la restauration et la restructuration du palais. La commission présidentielle de sept membres chargée de travailler et de réfléchir à cette reconstruction estime que même si les candidats auront une certaine liberté de création, ils devront néanmoins respecter au maximum l'esprit du bâtiment créé par Baussan.
En janvier 2020, quatre projets retenus comme finalistes du concours sont dévoilés au public. Le 12 janvier, le président Jovenel Moïse annonce que le vainqueur est Raco Deco de l'Haïtienne Cassandre Méhu et Adjaye Associates du Britannique David Adjaye,.